# Моргунов, Алексей Петрович
Алексей Петрович Моргунов (род. 23 января 1984, Магнитогорск, СССР) – российский дирижер, музыкальный педагог, исполнитель на балалайке. Кандидат искусствоведения. Художественный руководитель и главный дирижер Академического симфонического оркестра имени С.В. Рахманинова (2021).

## Биография
Алексей Моргунов родился 23 января 1984 года в Магнитогорске. В 2003 году окончил музыкальный колледж при Магнитогорской государственной консерватории им. М.И. Глинки (класс балалайки О.А. Сагадеева), в 2008 году – Тамбовский государственный музыкально-педагогический институт имени С.В. Рахманинова (класс балалайки профессора А.А. Горбачева, класс дирижирования доцента А.И. Артемьева). В 2012 году после окончания аспирантуры в Академии переподготовки работников искусства, культуры и туризма защитил кандидатскую диссертацию «Ценностные ориентиры искусства авангарда XX века» (научный руководитель – доктор искусствоведения Т.К. Егорова). В 2014 году окончил Российскую академию государственной службы и народного хозяйства по специальности «Государственное и муниципальное управление».
В 2006 году Алексей Моргунов начал работать преподавателем балалайки в Детской музыкальной школе №2 имени В.К. Мержанова в Тамбове. Руководит образцовым художественным коллективом «Оркестр русских народных инструментов». Учащиеся класса Алексея Моргунова более 300 раз становились лауреатами всероссийских и международных исполнительских конкурсов. В 2004-2010 годах был соорганизатором и дирижером культурно-просветительского проекта «Опера-детям», в рамках которого на территории Тамбовской области совместно с оперной студией Российской академии музыки имени Гнесиных было поставлено 32 оперных спектакля классического репертуара (режиссер-постановщик – заслуженный деятель искусств РСФСР, профессор Ю.А. Сперанский). С 2013 года Алексей Моргунов – преподаватель Тамбовского государственного музыкально-педагогического института имени С.В. Рахманинова. В 2014-2017 годах – куратор музыкального проекта «Асеевские сезоны» в музейном комплексе «Усадьба Асеевых» в Тамбове.
В 2016-2023 годах – главный дирижер Липецкого государственного оркестра русских народных инструментов.
С различными оркестрами исполнял премьеры сочинений современных композиторов: А. Чайковского, О. Викторовой, Е. Подгайца, М. Броннера, О. Ростовской, Н. Хондо, М. Хорие, А. Витлугиной, М. Шмотовой, Е. Бриль, Е. Карпенко.
Является руководителем (вместе с А.И. Артемьевым) ансамбля народных инструментов «Тамбов». Вместе с ансамблем выезжал на гастроли в Италию (2015) и Францию (2019).
В июле 2021 года Алексей Моргунов назначен на должность художественного руководителя и главного дирижера, созданного Постановлением администрации Тамбовской области, Тамбовского областного государственного автономного учреждения культуры «Академический симфонический оркестр имени С.В. Рахманинова». В течение концертного сезона Алексей Моргунов проводит более 50 выступлений в качестве дирижера оркестра в Тамбовской области и в других регионах страны.
В 2022 году дирижировал концерт Государственного академического симфонического оркестра республики Татарстан в рамках 40-го Международного музыкального фестиваля имени С.В. Рахманинова. В 2023 году выступал с Уральским молодежным симфоническим оркестром (солист Денис Мацуев), с Государственным академическим симфоническим оркестром России имени Е.Ф. Светланова (солисты Б. Березовский, П. Милюков). В декабре 2023 года дирижировал спектаклем «Риголетто» Дж. Верди в Мариинском театре.
В 2023 году в честь 150-летия С.В. Рахманинова осуществил с Академическим симфоническим оркестром имени С.В. Рахманинова видеозапись всех симфоний и концертов для фортепиано с оркестром, «Рапсодии на тему Паганини», оркестровой сюиты «Симфонические танцы», поэмы «Колокола» С.В. Рахманинова. Руководил исполнительной дирекцией 41-го Международного музыкального фестиваля имени С.В. Рахманинова.

## Награды и премии
- победитель Общероссийского конкурса Министерства культуры Российской Федерации «Лучший преподаватель детской школы искусств» (Москва, 2013)[23]
- победитель (I премия) I Всероссийского музыкального конкурса Министерства культуры Российской Федерации в номинации «Дирижирование оркестром народных инструментов» (Москва, 2013)[24]
- лауреат премии Центрального Федерального округа в области литературы и искусства (Москва, 2015)[25]
- лауреат премии Тамбовской области имени Сергея Рахманинова (Тамбов, 2020)[26]
- лауреат пятой премии Первого Международного конкурса пианистов, композиторов и дирижеров имени С.В. Рахманинова (Москва, 2023)[27]